# (19262) Lucarubini
(19262) Lucarubini est un astéroïde de la ceinture principale découvert en 1995.

## Description
(19262) Lucarubini a été découvert le 29 juillet 1995 à l'observatoire astronomique Santa Lucia de Stroncone, dans la ville de Stroncone, en Italie, par Antonio Vagnozzi.

### Caractéristiques orbitales
L'orbite de cet astéroïde est caractérisée par un demi-grand axe de 2,65 UA, un périhélie de 2,12 UA, une excentricité de 0,20 et une inclinaison de 6,36° par rapport à l'écliptique. Du fait de ces caractéristiques, à savoir un demi-grand axe compris entre 2 et 3,2 UA et un périhélie supérieur à 1,666 UA, il est classé, selon la JPL Small-Body Database, comme objet de la ceinture principale.

### Caractéristiques physiques
(19262) Lucarubini a une magnitude absolue (H) de 15,1 et un albédo estimé à 0,354.